# バンドリン

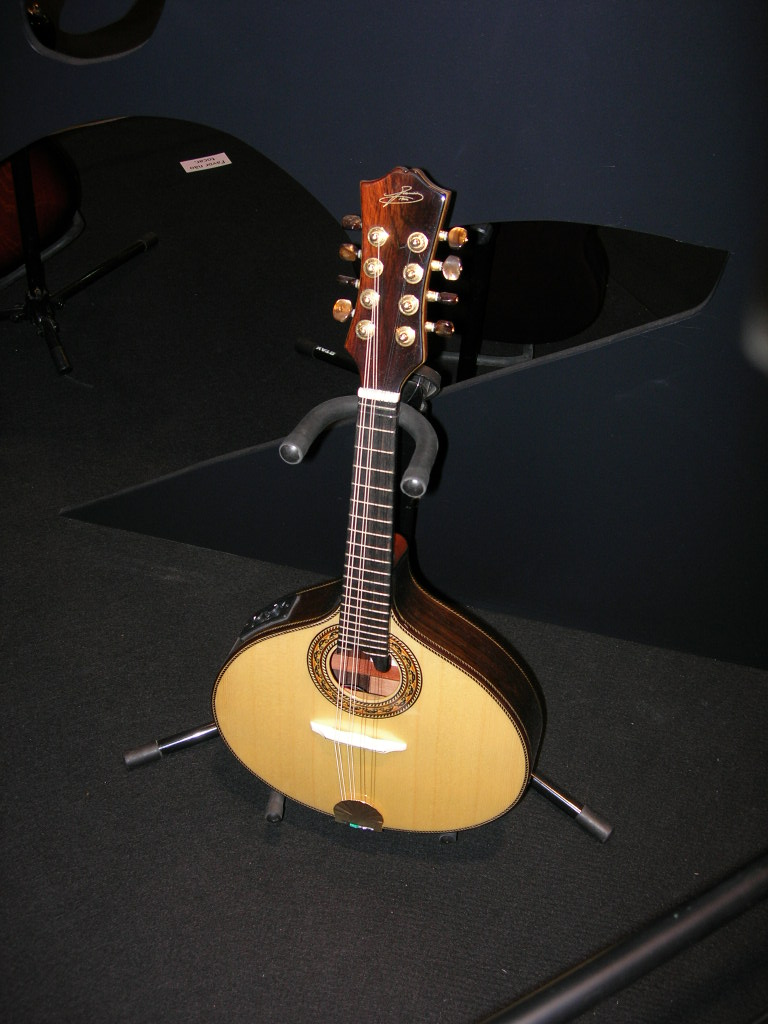
バンドリン

バンドリン（Bandolim）とは、スペイン・ポルトガル起源の、ギター（ヴィエラ）から派生した、4コース8弦の複弦楽器。ブラジルの「ショーロ」などの音楽に使用される。
奏法等はマンドリンとほぼ同じ。
違いは、マンドリンがラウンドバックなのに対して、バンドリンはフラットバック。
南米で「マンドリン」と言えばほぼこの「バンドリン」を指す。
著名な奏者として、「ジャコー・ド・バンドリン」などがいる。